# Вифред II (граф Барселоны)
Вифре́д II Борре́ль (кат. Guifré II Borrell; исп. Wifredo II Borrell; умер 26 апреля 911) — граф Барселоны, Жироны (под именем Вифред III) и Осоны (897—911), представитель Барселонской династии.

## Биография

### Начало правления
Вифред II Боррель был вторым сыном графа Вифреда I Волосатого, владевшего графствами Барселона, Жирона, Осона, Урхель, Сердань, Конфлан и Берга. Его старший брат Радульф был предназначен отцом к духовной карьере, в результате чего Вифред стал наследником барселонского престола.
После гибели своего отца 11 августа 897 года в бою с вали Лериды Луббом II ибн Мухаммадом из семьи Бану Каси, Вифред II Боррель был провозглашён графом всех отцовских владений. Угроза нападения мавров на Барселону заставила её жителей в страхе бежать из города. Сам Вифред II Боррель укрылся, вероятно, в Жироне. Однако мусульмане не предприняли попытки захватить столицу и вскоре покинули территорию графства.
Прибыв в Барселону, Вифред II начал самостоятельное правление, вместе со своей матерью Гинидильдой став опекуном своих младших братьев и управляя всеми владениями отца, хотя уже тогда членами семьи было принято решение о разделе графств между всеми старшими сыновьями Вифреда I Волосатого.

### Раздел отцовских владений

Каталонские графства в IX—XII веках

После того как младшие братья Вифреда Сунифред и Миро Младший достигли совершеннолетия, был произведён окончательный раздел владений Вифреда I, по которому каждый из братьев получил свою долю наследства. В результате раздела Вифред II Боррель стал правителем графств Барселона, Жирона и Осона, Сунифред II — графства Урхель, а Миро I Младший — графств Сердань и Конфлан. Ещё один брат Вифреда II, Сунийе I, который, вероятно, в это время был ещё ребёнком, не получил никакого владения, остался со старшим братом в Барселоне и позднее из-за отсутствия у того сыновей был объявлен наследником Барселонского графства.

### Отношения с правителями Западно-Франкского королевства
В правление графа Вифреда II вновь произошло признание графами Барселоны сюзеренитета королей Западно-Франкского королевства над своим графством. Это стало возможным после смерти в 898 году короля Эда Парижского из семьи Робертинов, которого барселонские графы считали узурпатором престола.
Новым королём стал Карл III Простоватый из династии Каролингов. Весной 899 году граф Вифред II Боррель, в сопровождении многих иерархов Испанской марки, прибыл ко двору Карла III, который в это время находился в городе Тур-сюр-Марне. Здесь он принёс королю вассальную присягу и был утверждён монархом как правитель всех своих владений (в том числе, графства Осона, на которое графы Барселоны ещё ни разу не получали инвеституры от франкских королей). Возможно, граф Барселоны также просил у короля Карла III помощи против мусульман, однако о том, была ли такая помощь оказана, ничего не известно. Сопровождавший графа Вифреда II Борреля епископ Жироны Сервус Деи, 29 мая получил от Карла III дошедшую до нашего времени хартию, в которой король подтвердил все привилегии епархии Жироны, данные ей предыдущими королями Франкского государства. Вифред II Боррель стал последним из графов Барселоны, лично посетившим двор королей Западно-Франкского государства.

### Расширение владений
Вифред II Боррель по примеру своего отца продолжил заселение пустующих земель как внутри своего графства, так и на ничейных землях на границе с Кордовским эмиратом. При нём завершилось начатое при его отце заселение Конгоста (898 год) и плоскогорья Льюканес (между 900 и 909 годами), а вдоль южного берега реки Льобрегат в 904 году началось строительство нескольких крепостей для защиты графства Барселона от нападений мавров.

### Вифред II и церковь
В правление Вифреда II Борреля в его владениях состоялись несколько церковных собора, в которых граф принял участие.
На Барселонской соборе в июле 906 года, на котором присутствовали восемь епископов, обсуждалось право епархии Вика выйти из состава Нарбонской митрополии. Разрешение на это было получено на состоявшемся в 907 году соборе в Сен-Тибери (около Агда) и это решение было одобрено всеми десятью иерархами, присутствовавшими на соборе, в том числе архиепископом Нарбона Арнустом. В этом же году Вифред II участвовал в соборе в Жироне, на котором на местную кафедру был возведён новый епископ Виго.

### Смерть

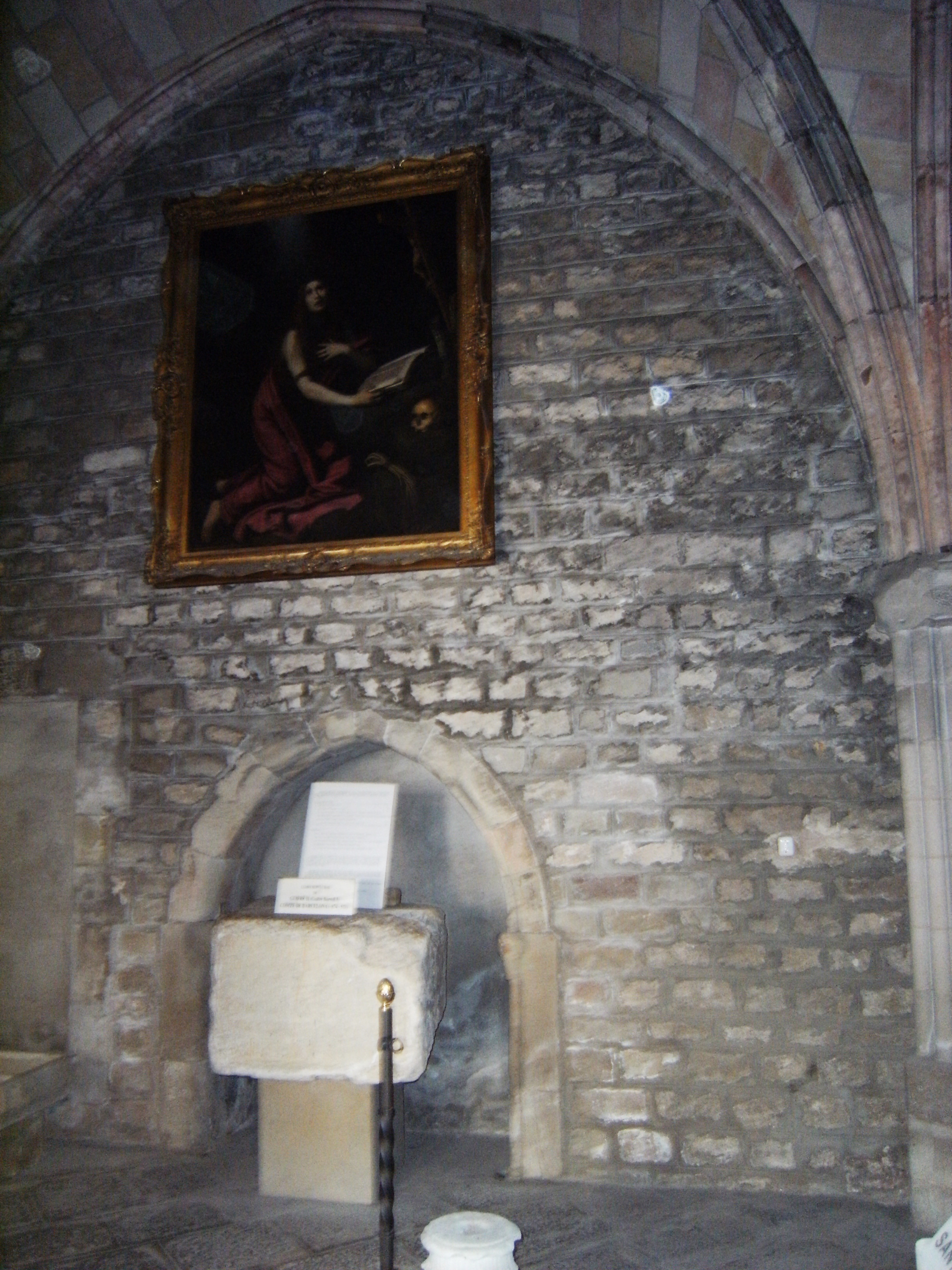
Гробница Вифреда II в монастыре Сан-Пауло-де-Кампо

Вифред II Боррель скончался 26 апреля 911 года. «Деяния графов Барселонских» сообщают, что граф был отравлен. Тело Вифреда II было погребено в монастыре Сан-Пауло-де-Кампо, который он, вероятно, сам основал. Его преемником в графствах Барселона, Жирона и Осона стал его брат Сунийе I.

### Семья и дети
Не позднее 28 ноября 898 года Вифред II вступил в брак с Гарсендой (умерла после 13 мая 962), вероятно, дочерью графа Тулузы Эда I.
Большинство историков считает, что единственным ребёнком супругов была дочь Рихильда (умерла не позднее мая 962 году), жена (ранее 924) виконта Нарбонны Эда. Однако некоторые историки предполагают, что дочерью Вифреда II Борреля была и Гинидильда, жена графа Тулузы Раймунда II.

### Ошибка средневековой историографии
Очень рано (уже во второй половине X века) личность графа Вифреда II Борреля стала сливаться в народной памяти с личностью его отца, Вифреда I Волосатого, чему способствовало совпадение их имён и то, что в своих хартиях, начиная с 908 года, а также в хартиях своего брата Сунийе I, он именовался в основном только как Боррель.
Эта ошибка проникла и в средневековые исторические хроники, которые писали, что граф Вифред I прожил до 912 года и что его сын по имени Боррель умер ещё до смерти отца, будучи отравленный ядом. Только в середине XVI века была установлена точная преемственность графов Барселоны конца IX—первой половины X века.